# Kimball (Wisconsin)
Kimball – miasto w Stanach Zjednoczonych, w stanie Wisconsin, w hrabstwie Iron.